# Acalypha ceraceopunctata
Acalypha ceraceopunctata é uma espécie de flor do gênero Acalypha, pertencente à família Euphorbiaceae.